# Lycée d'élite Le Hong Phong
Le lycée d'élite Le Hong Phong (en vietnamien : Trường Trung học phổ thông chuyên Lê Hồng Phong) est un lycée public situé à Hô Chi Minh-Ville au Vietnam. Inauguré en 1927 sous le nom de lycée Petrus Trương Vĩnh Ký, c'est un des lycées les plus anciens et les plus réputés du pays.

## Histoire
Après la fondation du Collège Chasseloup-Laubat en 1874 (l'actuel lycée Le Quy Don) et du Collège de jeunes filles indigènes en 1915 (désormais lycée Nguyen Thi Minh Khai), 
les Français de Cochinchine décident de construire un troisième établissement d'enseignement secondaire. En 1925, l'architecte Hébrard de Villeneuve est chargé d'esquisser la construction d'un nouveau lycée à Cho Quan. En 1927, une succursale temporaire du Collège Chasseloup Laubat, appelée Collège de Cochinchine est établie à Cho Quan et accueille des élèves indigènes. C'est aussi le comité de direction du Collège Chasseloup Laubat qui dirige cet établissement.
La construction s'est achevée en 1928. Le 11 août, le gouverneur par intérim de l'Indochine française, René Robert, signe le décret numéro 3116 créant effectivement un lycée indigène sur le nouveau campus. Monsieur Branchard de la Brosse, gouverneur à l'époque, lui donne le nom de Petrus Trương Vĩnh Ký, savant éminent à la fin du XIXe siècle, nom qu'il a gardé pendant cinquante ans. La première promotion du lycée Pétrus Ky était constituée des élèves du Collège de Cochinchine et de deux cents élèves du Collège Chasseloup-Laubat.
Pendant les années 1940, les élèves à Pétrus Ky étaient inspirés par le patriotisme. Les élèves Luu Huu Phuoc et Mai Van Bo  composent la chanson patriotique La Marche des Étudiants qui deviendra l'Hymme national du Sud Vietnam. Les activités telles que sports, excursions, etc. créées par le Club scolaire de Pétrus Ky bénéficiaient d'une popularité importante, et rassemblaient de nombreux étudiants, dont également ceux qui venaient des autres établissements.
En 1941, le lycée a été relocalisé à la Faculté de Pédagogie de Saïgon, à cause de la guerre, mais a été rouvert la même année à Cho Quan. En 1945, l'établissement a été temporairement fermé après avoir été évacué au quartier de Tan Dinh, le site de Cho Quan étant devenu un camp militaire de l'armée japonaise. En 1946, après le retour des Français, on a rouvert le lycée, rue Lucien Mossard. Ce n'est qu'en 1947 que l'établissement a pu revenir à Cho Quan.
En 1948, le mouvement dit « Enseigner et apprendre en vietnamien » a débuté à Pétrus Ky et lycée Gia Long. Malgré la répression du gouvernement vietnamien, incluant l'emprisonnement de certains élèves, les élèves ont continué leur grève en réclamant la libération des élèves arrêtés.
Le point culminant des tensions a été atteint le 9 janvier 1950, lorsque la police a tiré sur les manifestants. Un élève de Pétrus Ky, Tran Van On, fut tué. Cet événement a été immédiatement suivi par une grève générale pendant les funérailles de Tran Van On, événement auquel ont participé également les délégations venant des autres régions du pays. Une telle participation n'avait jamais été vue depuis le deuil de Phan Chau Trinh en 1926.
Après les accords de Genève, les élèves de Pétrus Ky ont expressément prononcé leur soutien à ces accords. En 1955, un conflit éclate entre la secte de Binh Xuyen et le gouvernement sud-vietnamien. Le lycée a servi de camp militaire pour les forces de Binh Xuyen. Après le conflit, les élèves du lycée ont fondé un comité d'aide aux victimes.
En 1961, Pétrus Ky devient un établissement d'enseignement secondaire sud-vietnamien. En 1972, Nguyen Thai Binh, ancien élève à Pétrus Ky, étudiant aux États-Unis, participe activement au mouvement anti-guerre. Il adresse une lettre au président Richard Nixon dans laquelle il  condamne l'invasion américaine, ainsi que les crimes des Américains envers le peuple vietnamien. À son retour, il est abattu par un tir d'un agent américain.
Après la réunification en 1975, le lycée a été renommé en « lycée Le Hong Phong », d'après le nom d'un défunt secrétaire général du Parti communiste vietnamien. En 1990, Le Hong Phong est intégré dans le système dit « d'élite » de l'enseignement secondaire vietnamien, et devient le « lycée d'élite Le Hong Phong ». Le recrutement se déroule uniquement sur concours, puisqu'en 1952 j'avais réussi au concours d'entrée en classe de Đệ Thất (HỨA Chơn Trung https://www.iau.org/administration/membership/individual/3771/).

## Formation

### Admission - enseignement en général
On trouve dans le lycée des classes de 10e jusqu'à 12e, cette dernière étant équivalente à la Terminale française. Étant un lycée d'élite, il n'admet des élèves qu'après concours d'admission. La concurrence y est très forte; une des plus compétitives du pays. Chaque candidat doit passer une épreuve pour chacune des 4 matières: mathématiques, littérature, anglais et une matière de majeur au choix. L'admission aux classes bilingues franco-vietnamiennes se passe différemment (voir : L'enseignement du et en français).
Après le concours d'admission, les meilleurs élèves sont reçus dans les classes pour majeurs et ensuite exonérés des frais de scolarité. Les majeurs proposés sont mathématiques, physique, chimie, biologie, informatique, anglais, littérature, géographie, histoire, bilingue franco-vietnamien, chinois et russe. En année scolaire 2006-2007, ces classes d'élite comprenaient 250 élèves, dont une soixantaine dans le programme bilingue. D'autres élèves, qui comptent 400, forment les classes 'normales' (non-majeurs).
Les élèves doivent aussi choisir son parcours. Chaque parcours est en effet un choix de spécialisation pour certaines matières. La difficulté de l'épreuve d'entrée, et plus tard du concours aux universités, varie en fonction des parcours. Pendant la scolarité de chaque élève, le programme a quelques différences selon les parcours, qui attribuent à leurs matières spécialisées des coefficients élevés. Les parcours proposés sont:
- Parcours A : mathématiques, physique, chimie.
- Parcours B : mathématiques, biologie, chimie.
- Parcours C : littérature, géographie, histoire.
- Parcours D : littérature, mathématiques, langue vivante.

L'enseignement à Le Hong Phong est très intensif, particulièrement dans les classes pour majeurs. Celles-ci reçoivent de nombreuses séances supplémentaires qui approfondissent la matière de spécialisation, beaucoup de contenus hors-programme y sont aussi traités. Pour les classes non-majeures, le programme est déjà chargé par rapport aux autres lycées. 
Le Hong Phong est depuis longtemps connu pour sa belle performance. Chaque année, à peu près 100 % de ses élèves obtiennent le baccalauréat vietnamien et 90 % d'entre eux réussissent au concours des universités. La réputation de Hong Phong se fonde aussi sur sa performance dans les concours académiques aux niveaux municipal et national. Pendant l'année scolaire 2007-2008, 283 élèves issus des classes pour majeurs ont réussi dans le concours municipal, dont 28 élèves qui remporteraient encore des prix lors du concours national. C'est également à Le Hong Phong qu'on doit l'initiative du concours « Olympiques du 30 avril », qui se déroule chaque année et qui attire la participation des dizaines de lycées dans la partie Sud du pays. En 1989, 2001 et 2007, le lycée a reçu du président du Vietnam trois Ordres du Travail de troisième, seconde et première classe. Beaucoup d’étudiants choisissent d'étudier à l’étranger, notamment aux États-Unis quelque temps dans leur carrière académique.

### L'enseignement du et en français
Le lycée Le Hong Phong est un des quelques lycées intégrant le système bilingue français-vietnamien. L'admission passe par classement des élèves selon le total des notes des deux brevets (bilingue + vietnamien), et après "sélection des meilleurs". L'effectif moyen par année est environ 60-65 élèves répartis dans deux classes[réf. nécessaire]. À part le programme « normal » vietnamien, les élèves doivent aussi suivre un enseignement intensif de langue française, ainsi que des mathématiques et la physique en français. À la sortie du lycée, chaque élève passe deux baccalauréats: vietnamien et francophone, ce dernier étant reconnu au niveau international.
Les classes bilingues du lycée Le Hong Phong sont en jumelage avec certains lycées français, notamment le lycée La Bruyère à Versailles, canadiens et belges. Les visites se déroulent régulièrement chaque année.

## Liste des proviseurs - Anciens élèves

### Liste des proviseurs[7]
| Année scolaire | Proviseur             |
| -------------- | --------------------- |
| 1927-1929      | Sainte Luce Banchelin |
| 1929-1931      | Paul Valencot         |
| 1931-1933      | André Neveu           |
| 1933-1938      | Paul Valencot         |
| 1938-1944      | Le Jeannic            |
| 1944-1947      | Taillade              |
| 1947-1951      | Le Van Khiem          |
| 1951-1955      | Pham Van Con          |
| 1955-1957      | Nguyen Van Kinh       |
| 1957-1958      | Nguyen Van Tho        |
| 1958-1960      | Nguyen Van Truong     |
| 1960-1963      | Pham Van Luoc         |
| 1963-1964      | Nguyen Thanh Liem     |
| 1964-1966      | Tran Ngoc Thai        |
| 1966-1969      | Tran Van Thu          |
| 1969-1971      | Tran Ngoc Thai        |
| 1971-1971      | Tran Van Nhon         |
| 1971-1973      | Bui Vinh Lap          |
| 1973-1975      | Nguyen Minh Duc       |
| 1975-1977      | Nguyen Van Thien      |
| 1977-1991      | La Thi Hanh           |
| 1991-1997      | Nguyen Huu Danh       |
| 1997-2005      | Dang Thanh Chau       |
| 2005- Présent  | Vo Anh Dung           |

### Anciens élèves
Depuis 1927, Pétrus Ky - Le Hong Phong ont accueilli de nombreuses promotions. Beaucoup de savants, d'hommes politiques, notables du pays, etc. y sont anciens élèves. Certains chanteurs vietnamiens connus étaient aussi élèves à Le Hong Phong.
- Général Do Cao Tri
- Pham Thieu
- Huynh Van Tieng- révolutionnaire
- Mai Van Bo
- Luu Huu Phuoc - compositeur[8]
- Tran Van On
- Professeur Tran Van Khe
- Tran Dai Nghia - ingénieur, inventeur
- Huynh Tan Phat
- Hua Chon Trung (1952-1954) : CNRS - France https://www.iau.org/administration/membership/individual/3771/
- Nguyen Thai Binh - étudiant, héros
- Duong Minh Chau
- Le Quang Vinh
- Nguyễn Minh Triết - Président du Vietnam
- Truong Tan Sang - Président du Vietnam
- Le Tu Quoc Thang[9]
- Pham Nam Hai[10]
- Duc Tuan - chanteur
- Ha Anh Tuan - chanteur
- Cẩm Ly - chanteuse
- Uyên Linh - chanteuse, lauréate de Vietnam Idol 2010
- Nguyễn Tiến Trung

### Anecdote
Le lycée Le Hong Phong sert de décor pour le lycée Chasseloup-Laubat dans le film L'Amant de Jean-Jacques Annaud (1984).